# نظریه دریافت
نظریهٔ دریافت یا نظریهٔ پذیره (به انگلیسی: Reception Theory) توسط استوارت هال در باب مطالعات فرهنگی مطرح شده است. 
بر اساس این نظریه، زندگی روزمرهٔ آدم‌ها به‌اندازهٔ فرهنگ والا حاوی اطلاعات مفید و به‌اندازه‌ای ارزشمند است که بتواند موضوع مطالعه قرار گیرد. بر اساس مطالعهٔ فرهنگی، برای فهم رفتار آدمیان نیاز داریم به سراغ زندگی روزمره برویم. زندگی روزمره واجد معانی‌ای است که با استفاده از آن می‌توانیم زندگی آدمیان را فهم کنیم. نظریهٔ دریافت دربارهٔ مواجههٔ مخاطبان با رسانه‌ها یا فرایند رمزگذاری/رمزگشایی، نحوهٔ تفسیر متن توسط مخاطب حرف می‌زند. هال معتقد است فرایند رمزگذاری و رمزگشایی دو فرایند مجزا هستند و الزاماً معنایی که رمزگذار ایجاد کرده با معنایی که مخاطب برداشت می‌کند یکی نیست.
سه حالت برای رمزگشایی یک متن داریم:
۱. رمزگشایی مسلط/هژمونیک، که در این رمزگشایی مخاطب با همان خوانش متن را رمزگشایی می‌کند. (چهارچوب مسلطی که توسط تولیدکننده به متن داده شده است توسط مخاطب پذیرفته می‌شود.)
۲. رمزگشایی توافقی که در این نوع رمزگشایی مخاطب چهارچوب ارجاعی ارائه‌شده از سوی رسانه را می‌پذیرد، ولی با بخش‌هایی از روایت همسو نیست. بنابراین آن را با اطلاعاتی از زندگی روزمره، تجربهٔ زیسته، رسانه‌ها و هر منبع دیگر جایگزین می‌کند.
۳. رمزگشایی تقابلی (تضاد)، که در این رمزگشایی چهارچوب ارائه شده را مخاطب نمی‌پذیرد و چهارچوب ارجاعی دیگر را جایگزین می‌کند.
به عقیدهٔ هال، در رسانه، با فرایند رمزگذاری سروکار داریم و معناها به دودستهٔ صریح و ضمنی تقسیم می‌شود، که در مسئلهٔ رمزگذاری سروکارمان با معنای ضمنی است. هال معتقد است که معنا، زمانی که محتوا تولید می‌شود، خلق نمی‌شود؛ معنا زمانی خلق می‌شود که مخاطب شروع به تفسیر متن می‌کند. پس هیچ متنی، قبل از اینکه خوانده شود، واجد معنا نیست و باید رمزگشایی شود ـ که در آن صورت متن واجد معنا می‌شود. هال معتقد است در تحلیل متن باید سراغ فرایند ارتباط برقرار کردن مخاطب با متن برویم.